# Софиевский поселковый совет (Софиевский район)
Софиевский поселковый совет (укр. Софіївська селищна рада) — входит в состав Софиевского района Днепропетровской области Украины.
Административный центр поселкового совета находится в пгт Софиевка.

## Населённые пункты совета
- пгт Софиевка;
- с. Широкое;
- с. Михайловка;
- с. Петрово;
- с. Тарасовка;
- с. Любимовка.